# Hum (Korčula)
Der Hum ist ein Berg im Westen der Insel Korčula in der kroatischen Adria.
Mit einer Höhe von 376 m ü. A. ist er der dominierende Berg am westlichen Ende der Insel Korčula. Der Hum liegt südlich der tief einschneidenden Bucht Zaliv Vela Luka, an deren östlichem Ende die Ortschaft Vela Luka liegt. Auf den an seinen Hängen bewaldeten oder mit Macchiagewächsen bestandenen Hügel führt ausgehend von Vela Luka ein befestigter Fahr- bzw. Fußweg hinauf.
Auf der höchsten Stelle des Berges befinden sich die Ruinen einer Festung („Forteca“), die während der Herrschaft Österreich-Ungarns im 19. Jahrhundert erbaut wurde und heute nur noch in Fragmenten erhalten ist. Von der Aussichtsplattform der Ruine, wo sich zumindest in früheren Jahren auch eine Waldbrandbeobachtungsstation befand, reicht die Sicht bei klarer Witterung über die Bucht von Vela Luka und weite Teile der Insel bis hin zum dalmatinischen Festland.